# バトゥハン・カラデニズ
バトゥハン・カラデニズ（トルコ語: Batuhan Karadeniz、1991年4月24日 - ）は、トルコ・イスタンブール出身の元同国代表サッカー選手。現役時代のポジションはFW。

## 経歴
2002年からトルコのベシクタシュJKのユースチームに所属し、2006年にトップチームに昇格した。カスムパシャSK戦で16歳と115日でプロデビューを果たし、トルコ・シュペルリガの最年少出場記録を更新した。6日後の2007年8月25日、ガズィアンテプスポル戦でプロ初ゴールを記録し、最年少得点記録を更新した。
2009年1月、エスキシェヒールスポルにレンタル移籍した。最初の3試合で4ゴールを記録した。2010年、エスキシェヒールスポルに完全移籍した。

## 代表歴
トルコ代表としてU-15代表からトルコの各世代別代表を経験し、2008年10月11日、2010 FIFAワールドカップ・予選のボスニア・ヘルツェゴビナ代表戦でA代表デビューを果たした。